# María Paula Perrone
María Paula Perrone je argentinska hokejašica na travi. 
S argentinskom izabranom vrstom je sudjelovala na više međunarodnih natjecanja.

## Sudjelovanja na velikim natjecanjima
- SP 1994.
- Panameričke igre 1995.